# Ascott (Warwickshire)
Ascott – wieś w Anglii, w hrabstwie Warwickshire. Leży 32 km na południe od miasta Warwick i 112 km na północny zachód od Londynu.